# Florian Chabrolle
Florian Chabrolle (Montmorency, 7 aprile 1998) è un calciatore francese, centrocampista del Pays de Grasse.

## Carriera

### Club
Cresciuto nel settore giovanile dell'Olympique Marsiglia, debutta in prima squadra il 29 novembre 2018, in occasione dell'incontro di Europa League perso per 4-0 contro l'Eintracht Francoforte. Ha poi esordito in Ligue 1 il 10 agosto 2019, disputando l'incontro perso per 0-2 contro lo Stade Reims.
Il 5 gennaio 2021 viene acquistato dall'Ajaccio, firmando un contratto biennale.

### Nazionale
Ha giocato nella nazionale francese Under-18.

## Statistiche

### Presenze e reti nei club
Statistiche aggiornate al 10 febbraio 2023.
| Stagione                   | Squadra                    | Campionato                 | Campionato | Campionato | Coppe nazionali | Coppe nazionali | Coppe nazionali | Coppe continentali | Coppe continentali | Coppe continentali | Altre coppe | Altre coppe | Altre coppe | Totale | Totale |
| Stagione                   | Squadra                    | Comp                       | Pres       | Reti       | Comp            | Pres            | Reti            | Comp               | Pres               | Reti               | Comp        | Pres        | Reti        | Pres   | Reti   |
| -------------------------- | -------------------------- | -------------------------- | ---------- | ---------- | --------------- | --------------- | --------------- | ------------------ | ------------------ | ------------------ | ----------- | ----------- | ----------- | ------ | ------ |
| 2018-2019                  | Olympique Marsiglia        | L1                         | 0          | 0          | CF+CdL          | 0               | 0               | UEL                | 1                  | 0                  |             | -           | -           | 1      | 0      |
| 2019-2020                  | Olympique Marsiglia        | L1                         | 1          | 0          | CF+CdL          | 1+0             | 0               |                    | -                  | -                  |             | -           | -           | 2      | 0      |
| Totale Olympique Marsiglia | Totale Olympique Marsiglia | Totale Olympique Marsiglia | 1          | 0          |                 | 1               | 0               |                    | 1                  | 0                  |             | -           | -           | 3      | 0      |
| gen.-giu. 2021             | Ajaccio                    | L2                         | 2          | 0          | CF              | -               | -               |                    | -                  | -                  |             | -           | -           | 2      | 0      |
| 2021-2022                  | Ajaccio                    | L2                         | 12         | 0          | CF              | 0               | 0               |                    | -                  | -                  |             | -           | -           | 12     | 0      |
| 2022-2023                  | Ajaccio                    | L1                         | 6          | 0          | CF              | 2               | 0               |                    | -                  | -                  |             | -           | -           | 8      | 0      |
| Totale Ajaccio             | Totale Ajaccio             | Totale Ajaccio             | 20         | 0          |                 | 2               | 0               |                    | -                  | -                  |             | -           | -           | 22     | 0      |
| Totale carriera            | Totale carriera            | Totale carriera            | 21         | 0          |                 | 3               | 0               |                    | 1                  | 0                  |             | -           | -           | 25     | 0      |